# Chronologie de Clermont-Ferrand
Pour des articles plus généraux, voir Histoire de Clermont-Ferrand et Clermont-Ferrand.

Blason de Clermont-Ferrand.

Cette chronologie de Clermont-Ferrand liste les événements historiques de la ville de Clermont-Ferrand, située en France dans le département du Puy-de-Dôme en région Auvergne-Rhône-Alpes.

## Histoire ancienne
- 1er siècle av. J.-C. : Fondation d'Augustonemetum près de Nemossos, l'ancienne capitale des Arvernes[1].
- 2e siècle apr. J.-C. : Augustonemetum est devenu une ville, avec une population estimée entre 15 000 et 30 000 habitants[2].
- 3e siècle apr. J.-C. :
  - La ville se dépeuple et survit uniquement sous forme de fort au site du forum.
  - Saint Austremoine, l'apôtre de l'Auvergne et premier évêque de Clermont.
- 4e siècle apr. J.-C. : Le peuplement est désormais connu sous le nom d'Arvernis, avec une population estimée à 700 personnes ; le diocèse catholique romain de Clermont est établi. Cinq portes sont intégrées dans les fortifications, tandis que le reste de la ville romaine est en ruines.
- 5e siècle : Début de la construction de l'abbaye de Saint-Alyre[3],[4].
- 471/475 : Arvernis assiégée par les Wisigoths ; fait partie du royaume wisigoth jusqu'à la conquête franque en 507.
- 535 : Concile de Clermont (535).
- 549 : Deuxième concile de Clermont.
- 587 : Troisième concile de Clermont[5].

## Médiéval à début de l'époque moderne
- 761 : Pépin le Bref pille l'urbs Arverna et prend son fort, le Claremontem Castrum lors du siège de Clermont (761) (en).
- 848 : Première mention du nom Clermont (Clarus Mons) en tant que nom de la ville ; Arvernis reste utilisé parallèlement à Clermont au moins jusqu'à la fin du IXe siècle[6].
- 862 : Ville détruite par les Vikings et reconstruite sous l'évêque Sigon.
- 898/910 : Ville à nouveau pillée par les Vikings.
- 946 : Date traditionnelle de la consécration de la cathédrale romane construite sous l'évêque Étienne II[7].
- 1095 : Concile de Clermont : le pape prononce un discours qui marque le début de la première croisade[8].
- XIIe siècle : Reconstruction de la basilique Notre-Dame-du-Port (date approximative).
- 1130 : Concile tenu à Clermont.
- XIIIe siècle : Début de la construction de la cathédrale gothique de Clermont.
- 1273 : Début de la construction de la chapelle des Cordeliers[9].
- XVe siècle : Début de la construction du château de Rabanesse.
- 1515 : Fontaine d'Amboise érigée par Jacques d'Amboise[10].
- 1623 : 19 juin : Naissance de Blaise Pascal.
- 1665 : Début des grands jours d'Auvergne[11].
- 1675 : Début de la construction du collège des Jésuites de Clermont-Ferrand.
- 1731 : Les villes de Clermont et Montferrand fusionnent[12].
- 1747 : Fondation de l'Académie des sciences, belles-lettres et arts de Clermont-Ferrand.
- 1790 : Clermont-Ferrand devient une partie de la souveraineté du Puy-de-Dôme.

## XIXesiècle
- 1801
  - Création des cantons de Clermont-Est, Clermont-Nord, Clermont-Sud et Clermont-Sud-Ouest.
  - Fontaine de la Pyramide érigée.
- 1806 : Population : 30 982.
- 1826 : Création de la chambre de commerce.
- 1844 : L'hôtel de ville est achevé.
- 1855
  - Ouverture de la gare de Clermont-Ferrand.
  - Le journal Moniteur du Puy-de-Dôme commence sa publication.
- 1858 : Fontaine des Quatre-Saisons installée sur la place de la Rodade.
- 1862 : Synagogue de Clermont-Ferrand et l'église Saint-Eutrope construites[13],[14].
- 1886 : Population : 46 718.
- 1889 : Michelin commence ses activités.
- 1890 : Début du tramway de Clermont-Ferrand[15].
- 1894 : Création de la Société d'histoire naturelle d'Auvergne[16].
- 1895 : Fontaine d'Urbain II installée sur la place de la Victoire.
- 1896 : Le journal Avenir du Puy-de-Dôme commence sa publication.

## XXesiècle
- 1906 : Construction des galeries de Jaude (magasin)[17].
- 1911 : Population : 65 386.
- 1919 : Le journal La Montagne commence sa publication.
- 1921 : Population : 82 577.
- 1926 : Population : 111 711.
- 1940
  - Juin : La ville est brièvement occupée par les forces allemandes[18].
  - Juillet : La ville devient le siège temporaire du gouvernement de la France, qui se relocalise rapidement à Vichy.
- 1944 : Le Semeur Hebdo commence sa publication.
- 1961
  - Construction de la gare routière de Clermont-Ferrand[19].
  - Fondation de l'association Montferrand Renaissance.
- 1974 : Création du jardin botanique de la Charme.
- 1975 : Population : 156 763.
- 1977 : La communauté islamique de Clermont-Ferrand est établie dans l'ancienne chapelle du Refuge du Bon Pasteur[20].
- 1979 : La Maison des Congrès et de la Culture est ouverte[21].
- 1982
  - Création des cantons Centre, Nord-Ouest, Ouest, Sud-Est et Montferrand.
  - Le festival international du court-métrage de Clermont-Ferrand commence.
- 1995 : Radio Campus Clermont-Ferrand commence ses émissions.
- 1999
  - Ouverture du centre de congrès Polydome[22].
  - Population : 137 140.

## XXIesiècle
- 2003 : Le Magazine Zap commence sa publication.
- 2006
  - Inauguration de la place de Jaude restructurée.
  - Le tramway de Clermont-Ferrand commence à fonctionner.
- 2010 : Construction de la grande mosquée de Clermont-Ferrand[23].
- 2012 : Population : 141 569.
- 2014 : Olivier Bianchi devient maire.
- 2015
  - Création des cantons de Clermont-Ferrand-1, 2, 3, 4, 5 et 6 à la suite du redécoupage cantonal de 2014 en France.
  - Mars : Élections départementales de 2015 dans le Puy-de-Dôme.
  - Décembre : Élections régionales de 2015 en Auvergne-Rhône-Alpes.
- 2016 : Clermont-Ferrand devient une partie de la région Auvergne-Rhône-Alpes.